# 야마베정 (홋카이도)
야마베정(일본어: 山部町)은 일본 홋카이도 소라치군에 설치되었던 정이다. 현재의 후라노시에 해당한다.